# Arabian Business
Arabian Business è una rivista araba di economia pubblicata in inglese e arabo da ITP Publishing Group; è il settimanale più venduto nel Medio oriente. Esiste una versione internazionale, Arabian Business International, nota anche come ABI magazine.